# Kuressaare
Kuressaare (németül Arensburg) város az észtországi Saaremaa szigeten és Saare megye székhelye. A Rigai-öböl partján levő város mellett található a Kuressaarei repülőtér.

## Nevezetességei
- Kuressaarei vár: Észtország és a Baltikum legjobb állapotban fennmaradt középkori vára, amely szerepel Észtország javasolt világörökségi helyszíneinek listáján.[2] A vár képe szerepel a város címerében és zászlóján is.

## Híres emberek
- Itt született 1949-ben Ivo Linna énekes

## Népessége
| Lakosok száma | 14 925 | 13 166 | 13 152 | 13 449 | 13 382 | 13 276 | 13 097 | 13 034 | 13 197 | 13 185 |
|               | 2000   | 2011   | 2014   | 2016   | 2017   | 2018   | 2019   | 2021   | 2023   | 2024   |

## Külső hivatkozások
- Kuressaare.ee - Hivatalos oldal (angol)
- Információ és a város története (angol)
- Kuressaarei repülőtér Archiválva 2006. december 14-i dátummal a Wayback Machine-ben (észt)
- Kuressaarei webkamera (angol)
- Kuressaare turisztikai információk (angol)